# Suraż
Suraż là một thị trấn thuộc huyện Białostocki, tỉnh Podlaskie ở đông-bắc Ba Lan. Thị trấn có diện tích 34 km². Đến ngày 1 tháng 1 năm 2011, dân số của thị trấn là 1007 người và mật độ 30 người/km².